# Diplotaxis (Scarabaeidae)
Diplotaxis là một chi lớn bao gồm các loài bọ cánh cứng trong họ Scarabaeidae, phân họ Melolonthinae. Đây là một nhóm rất đa dạng với khoảng 200 loài phân bố khắp Bắc và Trung Mỹ.

## Các loài
- Diplotaxis abnormis
- Diplotaxis academia
- Diplotaxis aenea
- Diplotaxis aequalis
- Diplotaxis aereomicans
- Diplotaxis alphamartinezi
- Diplotaxis alutacea
- Diplotaxis ambigua
- Diplotaxis amecameca
- Diplotaxis angularis
- Diplotaxis angustula
- Diplotaxis anneae
- Diplotaxis anthracina
- Diplotaxis anxius
- Diplotaxis arctifrons
- Diplotaxis arizonica
- Diplotaxis assimilis
- Diplotaxis atlantis
- Diplotaxis atramentaria
- Diplotaxis atratula
- Diplotaxis aulacochela
- Diplotaxis aurata
- Diplotaxis australis
- Diplotaxis bakeri
- Diplotaxis barbarae
- Diplotaxis basalis
- Diplotaxis belfragei
- Diplotaxis beyeri
- Diplotaxis bicolor
- Diplotaxis bidentata
- Diplotaxis bifida
- Diplotaxis blanchardi
- Diplotaxis boops
- Diplotaxis bowditchi
- Diplotaxis brachyptera
- Diplotaxis brevicollis
- Diplotaxis brevicornis
- Diplotaxis brevidens
- Diplotaxis brevipilosa
- Diplotaxis brevisetosa
- Diplotaxis caelestis
- Diplotaxis carbonata
- Diplotaxis carinata
- Diplotaxis carinifrons
- Diplotaxis catarinas
- Diplotaxis cavifrons
- Diplotaxis chiricahuae
- Diplotaxis circulans
- Diplotaxis clypeata
- Diplotaxis coenonychoides
- Diplotaxis commixta
- Diplotaxis completa
- Diplotaxis concava
- Diplotaxis conformis
- Diplotaxis confusa
- Diplotaxis connata
- Diplotaxis consentanea
- Diplotaxis consequens
- Diplotaxis contracta
- Diplotaxis convexilabrum
- Diplotaxis corbula
- Diplotaxis coriacea
- Diplotaxis corrosa
- Diplotaxis corvina
- Diplotaxis costanera
- Diplotaxis cribratella
- Diplotaxis cribraticollis
- Diplotaxis cribriceps
- Diplotaxis cribulosa
- Diplotaxis crinigera
- Diplotaxis crucis
- Diplotaxis curvaticeps
- Diplotaxis dahli
- Diplotaxis decima
- Diplotaxis denigrata
- Diplotaxis dentella
- Diplotaxis denticeps
- Diplotaxis dentipes
- Diplotaxis deserta
- Diplotaxis dissona
- Diplotaxis dubia
- Diplotaxis durango
- Diplotaxis elongata
- Diplotaxis errans
- Diplotaxis exstans
- Diplotaxis femoralis
- Diplotaxis fimbriata
- Diplotaxis fissilabris
- Diplotaxis fissilis
- Diplotaxis flavisetis
- Diplotaxis flexa
- Diplotaxis fossifrons
- Diplotaxis fossipalpa
- Diplotaxis foveicollis
- Diplotaxis frondicola
- Diplotaxis fulva
- Diplotaxis geos
- Diplotaxis glabrimargo
- Diplotaxis guatemalica
- Diplotaxis hallei
- Diplotaxis harperi
- Diplotaxis haydeni
- Diplotaxis hebes
- Diplotaxis hirsuta
- Diplotaxis hirtipes
- Diplotaxis icarus
- Diplotaxis iguala
- Diplotaxis illustris
- Diplotaxis impar
- Diplotaxis incisa
- Diplotaxis incuria
- Diplotaxis indigena
- Diplotaxis ingenua
- Diplotaxis insignis
- Diplotaxis jacala
- Diplotaxis jamaicensis
- Diplotaxis jardeli
- Diplotaxis juquilensis
- Diplotaxis knausi
- Diplotaxis kuschei
- Diplotaxis laevivertex
- Diplotaxis languida
- Diplotaxis latispina
- Diplotaxis lengi
- Diplotaxis levicosta
- Diplotaxis liberta
- Diplotaxis macronycha
- Diplotaxis macrotarsus
- Diplotaxis magna
- Diplotaxis marginicollis
- Diplotaxis marina
- Diplotaxis martinezi
- Diplotaxis mascula
- Diplotaxis maura
- Diplotaxis maya
- Diplotaxis mediafusca
- Diplotaxis megapleura
- Diplotaxis mentalis
- Diplotaxis metallescens
- Diplotaxis mexcala
- Diplotaxis microchele
- Diplotaxis microtrichia
- Diplotaxis mima
- Diplotaxis mimosae
- Diplotaxis misella
- Diplotaxis missionaria
- Diplotaxis mistura
- Diplotaxis moerens
- Diplotaxis monticola
- Diplotaxis muricata
- Diplotaxis mus
- Diplotaxis nigriventris
- Diplotaxis nitidicollis
- Diplotaxis obregon
- Diplotaxis obscura
- Diplotaxis ohausi
- Diplotaxis pacata
- Diplotaxis pala
- Diplotaxis parallela
- Diplotaxis parpolita
- Diplotaxis parvicollis
- Diplotaxis parvula
- Diplotaxis patyvauriea
- Diplotaxis persisae
- Diplotaxis pilifera
- Diplotaxis pilipennis
- Diplotaxis pinalica
- Diplotaxis planidens
- Diplotaxis polita
- Diplotaxis poropyge
- Diplotaxis profunda
- Diplotaxis puberea
- Diplotaxis puberula
- Diplotaxis pubipes
- Diplotaxis pumila
- Diplotaxis punctata
- Diplotaxis punctatorugosa
- Diplotaxis puncticeps
- Diplotaxis puncticollis
- Diplotaxis punctipennis
- Diplotaxis punctulata
- Diplotaxis pygidialis
- Diplotaxis residua
- Diplotaxis rex
- Diplotaxis rita
- Diplotaxis roberti
- Diplotaxis robertmarki
- Diplotaxis rockefelleri
- Diplotaxis rosae
- Diplotaxis rotunda
- Diplotaxis rudis
- Diplotaxis rufa
- Diplotaxis rufiola
- Diplotaxis rufipes
- Diplotaxis rugosifrons
- Diplotaxis rugosipennis
- Diplotaxis saltensis
- Diplotaxis saylori
- Diplotaxis schaefferi
- Diplotaxis selanderi
- Diplotaxis semifoveata
- Diplotaxis sierrae
- Diplotaxis simillima
- Diplotaxis simplex
- Diplotaxis sinuans
- Diplotaxis sonora
- Diplotaxis sordida
- Diplotaxis sparsa
- Diplotaxis spina
- Diplotaxis squamisetis
- Diplotaxis statura
- Diplotaxis subangulata
- Diplotaxis subcostata
- Diplotaxis subrugata
- Diplotaxis sulcatula
- Diplotaxis superflua
- Diplotaxis tarascana
- Diplotaxis tarsalis
- Diplotaxis tehuana
- Diplotaxis tenebrosa
- Diplotaxis tenuis
- Diplotaxis tepicana
- Diplotaxis testacea
- Diplotaxis texana
- Diplotaxis thoracica
- Diplotaxis trapezifera
- Diplotaxis trementina
- Diplotaxis tristis
- Diplotaxis truncatula
- Diplotaxis tumida
- Diplotaxis turgidula
- Diplotaxis tzitzio
- Diplotaxis ungulata
- Diplotaxis urbana
- Diplotaxis vandykei
- Diplotaxis veracruzana
- Diplotaxis xalapensis
- Diplotaxis yucateca
- Diplotaxis zapoteca
- Diplotaxis zeteki